# Двое в городе (фильм, 1973)
«Двое в городе» (фр. Deux Hommes Dans La Ville) — франко-итальянский художественный фильм 1973 года режиссёра Жозе Джованни. Один из последних фильмов Жана Габена.

## Сюжет
Джино Страблиджи (актёр Ален Делон) когда-то грабил банки и инкассации, после чего был арестован и осуждён на двенадцать лет, но досрочно освободился из тюрьмы благодаря заботе своего друга, тюремного воспитателя Жермена Казнёва (актёр Жан Габен), отсидев десять лет. Полный желания начать новую жизнь, он работает в типографии одной газеты, зарабатывает очень прилично. Его жена Софи (актриса Илария Оккини) погибает в автокатастрофе, бывшие дружки из местной банды непрерывно преследуют. И тут, в довершение всех бед, он случайно сталкивается с инспектором Гуатро (актёр Мишель Буке), некогда арестовавшим его, жизнь героя превращается в ад. Инспектор Гуатро уверен, что Джино поддерживает связь с преступным миром, никакие попытки убедить его, что Джино полностью изменился и стал совсем другим, хорошим человеком, не имеют успеха — Гуатро твёрдо и непоколебимо уверен, что преступников исправит только могила, и всячески третирует его. Очередная их встреча заканчивается потасовкой и смертью инспектора. Страблиджи обвиняют в умышленном убийстве сотрудника полиции и приговаривают к смерти. Никакие усилия Казнёва добиться справедливости не достигают цели. Джино казнят на гильотине.

## В ролях
- Жан Габен — Жермен Казнёв
- Ален Делон — Джино Страблиджи
- Мишель Буке — инспектор Гуатро
- Мимзи Фармер — Люси
- Виктор Лану — Марсель
- Бернар Жиродо — Фредерик Казнёв
- Сесиль Вассор — Эвелин Казнёв
- Кристина Фабрега — жена Жермена Казнёва
- Илария Оккини — Софи, жена Джино Страблиджи
- Гвидо Альберти — хозяин типографии
- Малка Рибовска — адвокат Джино
- Жерар Депардьё — молодой уголовник из банды Марселя